# Paulo José Miranda
Pour les articles homonymes, voir Paulo Miranda et Miranda.
Paulo José Miranda né à Aldeia de Paio Pires au Portugal le 21 mai 1965 est un romancier, poète et dramaturge portugais.
"A  voz que nos trai", son premier  livre de poésies, publié en 1997, a gagné le Prix Teixeira de Pascoaes.
Il a commencé son "triptyque de la création", une série de romans sur les auteurs portugais du XIXe siècle.
Il a gagné le Prix José Saramago en 1999 avec Natureza Morta, deuxième partie de la trilogie.
Il vit actuellement au Brésil dans la Région Métropolitaine de Curitiba.
Il est membre du Pen Clube depuis 1998.

## Œuvres

### Romans
- Um Prego no Coração, Lisboa: Cotovia, 1998
- Natureza Morta, Lisboa: Cotovia, 1999
- Vício, Lisboa: Cotovia, 2001
- O Mal, Lisboa: Cotovia, 2002
- A América [aforismos), Lisboa: Bertrand Editora, 2008
- Com o Corpo Todo, Lisboa: Ulisseia, 2011
- Filhas, Lisboa: Oficina do Livro, 2012

### Théâtre
- O Corpo de Helena, Lisboa: Ulisseia, 2011
- Colmeiópolis-Um dia na Colmeia, (Teatro Infantil), Escola Portuguesa de Maputo, Maputo, Mozambique, 2013

### Poésie
- A voz que nos trai, Lisboa: Cotovia, 1997
- A Arma do Rosto, Lisboa: Cotovia, 1998
- O Tabaco de Deus, Lisboa: Cotovia, 2002